# Liste des titres musicaux numéro un aux États-Unis en 1991

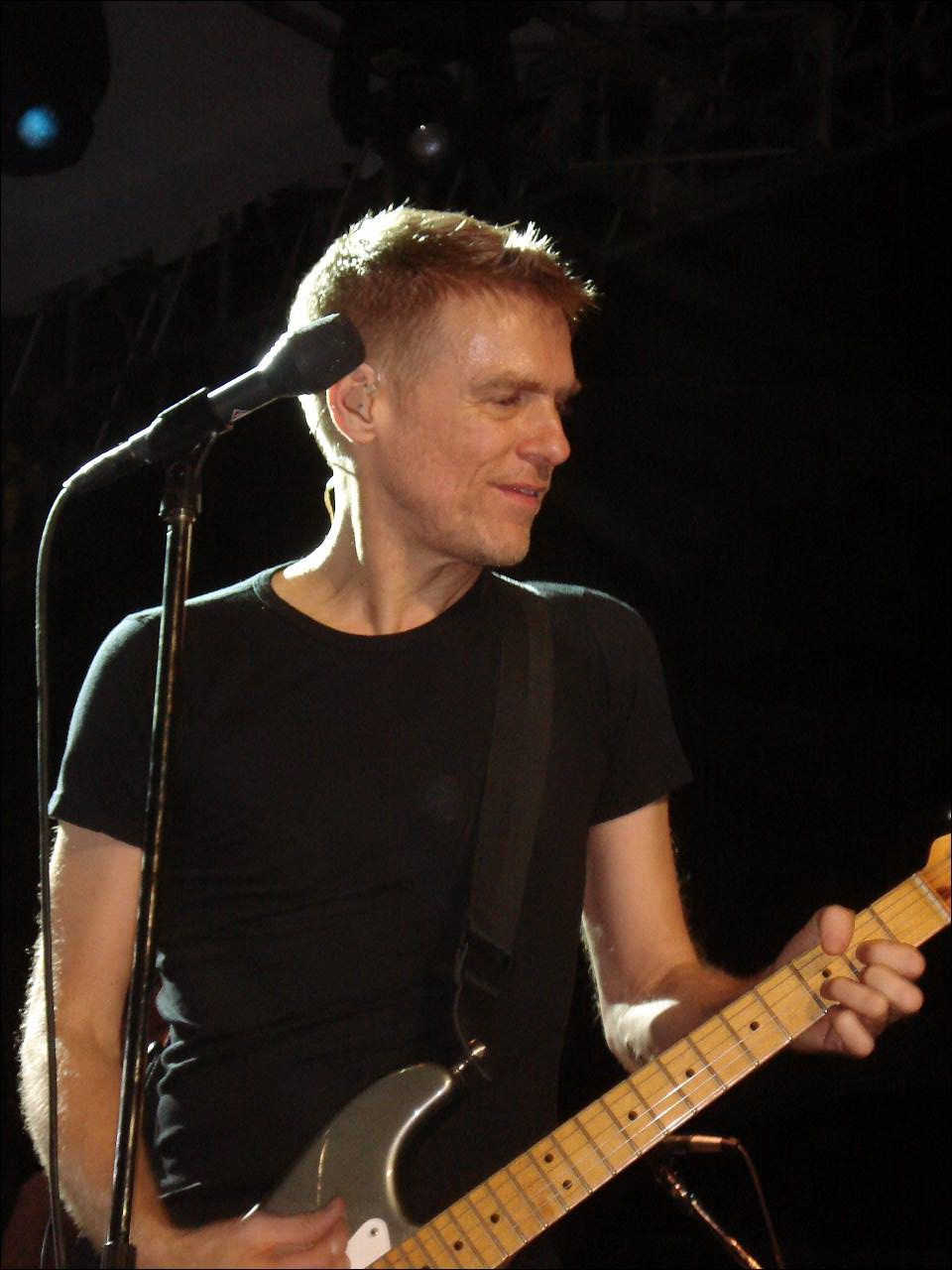
LES ANNÉES 90, PLONGÉE AU CŒUR DE LA MUSIQUE AMÉRICAINE

Cette page liste les titres musicaux ayant le plus de succès au cours de l'année 1991 aux États-Unis d'après le magazine Billboard.

## Historique
| Date         | Artiste(s)                                                 | Titre                                      | Référence |
| ------------ | ---------------------------------------------------------- | ------------------------------------------ | --------- |
| 5 janvier    | Madonna                                                    | Justify My Love                            |           |
| 12 janvier   | Madonna                                                    | Justify My Love                            |           |
| 19 janvier   | Janet Jackson                                              | Love Will Never Do (Without You)           |           |
| 26 janvier   | Surface (en)                                               | The First Time                             |           |
| 2 février    | Surface (en)                                               | The First Time                             |           |
| 9 février    | C+C Music Factory featuring Freedom Williams               | Gonna Make You Sweat (Everybody Dance Now) |           |
| 16 février   | C+C Music Factory featuring Freedom Williams               | Gonna Make You Sweat (Everybody Dance Now) |           |
| 23 février   | Whitney Houston                                            | All the Man That I Need                    |           |
| 2 mars       | Whitney Houston                                            | All the Man That I Need                    |           |
| 9 mars       | Mariah Carey                                               | Someday                                    |           |
| 16 mars      | Mariah Carey                                               | Someday                                    |           |
| 23 mars      | Timmy T                                                    | One More Try                               |           |
| 30 mars      | Gloria Estefan                                             | Coming Out of the Dark                     |           |
| 6 avril      | Gloria Estefan                                             | Coming Out of the Dark                     |           |
| 13 avril     | Londonbeat                                                 | I've Been Thinking About You               |           |
| 20 avril     | Wilson Phillips                                            | You're in Love                             |           |
| 27 avril     | Amy Grant                                                  | Baby Baby                                  |           |
| 4 mai        | Amy Grant                                                  | Baby Baby                                  |           |
| 11 mai       | Roxette                                                    | Joyride                                    |           |
| 18 mai       | Hi-Five                                                    | I Like the Way (The Kissing Game)          |           |
| 25 mai       | Mariah Carey                                               | I Don't Wanna Cry                          |           |
| 1er juin     | Mariah Carey                                               | I Don't Wanna Cry                          |           |
| 8 juin       | Extreme                                                    | More Than Words                            |           |
| 15 juin      | Paula Abdul                                                | Rush Rush                                  |           |
| 22 juin      | Paula Abdul                                                | Rush Rush                                  |           |
| 29 juin      | Paula Abdul                                                | Rush Rush                                  |           |
| 6 juillet    | Paula Abdul                                                | Rush Rush                                  |           |
| 13 juillet   | Paula Abdul                                                | Rush Rush                                  |           |
| 20 juillet   | EMF                                                        | Unbelievable                               |           |
| 27 juillet   | Bryan Adams                                                | (Everything I Do) I Do It for You          |           |
| 3 août       | Bryan Adams                                                | (Everything I Do) I Do It for You          |           |
| 10 août      | Bryan Adams                                                | (Everything I Do) I Do It for You          |           |
| 17 août      | Bryan Adams                                                | (Everything I Do) I Do It for You          |           |
| 24 août      | Bryan Adams                                                | (Everything I Do) I Do It for You          |           |
| 31 août      | Bryan Adams                                                | (Everything I Do) I Do It for You          |           |
| 7 septembre  | Bryan Adams                                                | (Everything I Do) I Do It for You          |           |
| 14 septembre | Paula Abdul                                                | The Promise of a New Day                   |           |
| 21 septembre | Color Me Badd                                              | I Adore Mi Amor                            |           |
| 28 septembre | Color Me Badd                                              | I Adore Mi Amor                            |           |
| 5 octobre    | Marky Mark and the Funky Bunch featuring Loleatta Holloway | Good Vibrations                            |           |
| 12 octobre   | Mariah Carey                                               | Emotions                                   |           |
| 19 octobre   | Mariah Carey                                               | Emotions                                   |           |
| 26 octobre   | Mariah Carey                                               | Emotions                                   |           |
| 2 novembre   | Karyn White                                                | Romantic                                   |           |
| 9 novembre   | Prince & the New Power Generation                          | Cream                                      |           |
| 16 novembre  | Prince & the New Power Generation                          | Cream                                      |           |
| 23 novembre  | Michael Bolton                                             | When a Man Loves a Woman                   |           |
| 30 novembre  | P.M. Dawn                                                  | Set Adrift on Memory Bliss                 |           |
| 7 décembre   | Michael Jackson                                            | Black or White                             |           |
| 14 décembre  | Michael Jackson                                            | Black or White                             |           |
| 21 décembre  | Michael Jackson                                            | Black or White                             |           |
| 28 décembre  | Michael Jackson                                            | Black or White                             |           |